# جورج دي باولا
جورج دي باولا (بالبرتغالية: George Lucas Alves De Paula‏) مواليد 24 مايو 1996 في ساو باولو، البرازيل، هو لاعب كرة سلة برازيلي. بدأ مسيرته الاحترافية في سنة 2013. يلعب في الدوري البرازيلي لكرة السلة كلاعب هجوم خلفي. يحمل الرقم 32. يبلغ طوله 6 قدم 5.75 بوصة (2.0 م). لعب مع بينهيروس لكرة السلة واتلتيكو باوليستانو.

## روابط خارجية
- جورج دي باولا على موقع الاتحاد الدولي لكرة السلة (الإنجليزية)
- جورج دي باولا على موقع سبورتس رفرنس (الإنجليزية)
- جورج دي باولا على موقع كرة السلة الأوروبية.كوم (الإنجليزية)
- جورج دي باولا على موقع DraftExpress.com (الإنجليزية)
- جورج دي باولا على موقع ريلجم (الإنجليزية)
- جورج دي باولا على موقع بروبوليرز (الإنجليزية)
- جورج دي باولا على موقع سبورتس رفرنس (الإنجليزية)
- جورج دي باولا على موقع سبورتس رفرنس (الإنجليزية)